# Comuna Căzănești, Mehedinți
Căzănești este o comună în județul Mehedinți, Oltenia, România, formată din satele Căzănești (reședința), Ercea, Gârbovățu de Sus, Govodarva, Ilovu, Jignița, Păltinișu, Poiana, Roșia, Severinești, Suharu și Valea Coșuștei.

## Demografie
Componența etnică a comunei Căzănești
     Români (90,83%)
     Alte etnii (0%)
     Necunoscută (9,17%)
Componența confesională a comunei Căzănești
     Ortodocși (90,63%)
     Alte religii (0,1%)
     Necunoscută (9,27%)
Conform recensământului efectuat în 2021, populația comunei Căzănești se ridică la 2.006 locuitori, în scădere față de recensământul anterior din 2011, când fuseseră înregistrați 2.303 locuitori. Majoritatea locuitorilor sunt români (90,83%), iar pentru 9,17% nu se cunoaște apartenența etnică. Din punct de vedere confesional, majoritatea locuitorilor sunt ortodocși (90,63%), iar pentru 9,27% nu se cunoaște apartenența confesională.

## Politică și administrație
Comuna Căzănești este administrată de un primar și un consiliu local compus din 11 consilieri. Primarul, Aurel Popescu[*], de la Partidul Social Democrat, este în funcție din octombrie 2020. Începând cu alegerile locale din 2024, consiliul local are următoarea componență pe partide politice:
|  | Partid                          | Consilieri | Componența Consiliului | Componența Consiliului | Componența Consiliului | Componența Consiliului | Componența Consiliului | Componența Consiliului | Componența Consiliului |
|  | ------------------------------- | ---------- | ---------------------- | ---------------------- | ---------------------- | ---------------------- | ---------------------- | ---------------------- | ---------------------- |
|  | Partidul Social Democrat        | 7          |                        |                        |                        |                        |                        |                        |                        |
|  | Partidul Național Liberal       | 3          |                        |                        |                        |                        |                        |                        |                        |
|  | Alianța pentru Unirea Românilor | 1          |                        |                        |                        |                        |                        |                        |                        |

## Vezi și
- Biserica de lemn din Căzănești, Mehedinți
- Biserica de lemn din Gârbovățu de Sus
- Biserica de lemn din Ilovu
- Biserica de lemn din Valea Coșuștei